# Museum Wierdenland
Museum Wierdenland is een museum in het wierdedorp Ezinge in de Nederlandse provincie Groningen. 
Het museum ligt midden in het nationaal landschap Middag-Humsterland en heeft als thema het wierdengebied in de breedste zin van het woord. Een centraal thema vormen de opgravingen in de wierde van Ezinge door professor Van Giffen in de jaren 1930. Daarnaast worden wisselexposities gehouden over onderwerpen als het werk van kunstschilder Henk Helmantel en kunstenaarscollectief De Ploeg. Het museum fungeert tevens als Archeologisch Informatiepunt.

## Geschiedenis
De aanzet tot het museum werd gegeven in 1990 door voormalig staatssecretaris Jaap Scherpenhuizen en fysisch geograaf Jan Delvigne. Het museum komt voor uit de streekhistorische vereniging Middagherland. In 1994 werd het museum geopend in het voormalige gemeentehuis van de gemeente Ezinge. Onder andere omdat deze locatie niet erg goed ontsloten was, verhuisde het museum in 2009 naar een voormalig schoolgebouw uit 1878 aan de invalsweg van het dorp. In 2012 werd het museum opgenomen in het Museumregister Nederland.

## Meer informatie
Eigen website van Museum Wierdenland.